# Szerb monostor (Ráckeve)
A Ráckevei Szerb Monostor Magyarország egyik legrégebbi monostora, és a szerb ortodox egyház Budai Egyházmegyéjében található két monostor egyike. Budapesttől délre, 40 kilométerre található a Csepel-szigeten, a kisváros Ráckeve központjában (szerbül: Srpski Kovin).

## Történet
A hagyomány szerint, mely gyakran feledésbe merül, ez a monostor egy középkori örökség, amelyet a 12. század első felében alapítottak. Alapítónak Ilona királynét tartják, aki I. Uros szerb nagyzsupán leánya, és II. (Vak) Béla magyar király felesége volt. A monostor alapításának idejében Ilona királyné uralkodhatott kiskorú fia II. Géza (1141-1161) helyett.
Miután a törökök 1439-ben megostromolták, és első ízben elfoglalták Szendrőt ( szerbül: Smederevo ), átkeltek a Dunán, és két alkalommal is kifosztották Kevevárát ( szerbül: Kovin ), és a környező falvakat. Akiknek sikerült elmenekülni, azok Magyarország felé indultak, és elérték a Csepel-szigetet. 1440. október 10-én I. Ulászló király a kovini menekülteknek egy korai gótikus templomot ( két kápolnával és harangtoronnyal ) adományozott, továbbá földet a környező királyi birtokok közül. Ettől az időtől létezik a Csepel-szigeten Felsőkeve (szerbül: Gornji Kovin) vagy Ráckeve (szerbül: Srpski Kovin) az Istenszülő Elszenderedésének szentelt templomával, valamint Keresztelő Szent Jánosnak, és az csodatévő ingyenes orvosoknak, Szent Kozmának és Szent Damjánnak szentelt kápolnáival (az első a templom délkeleti, a másik a délnyugati oldalán).
A parókiális templom vélhetően a 16. század közepén alakul monostorrá. Nincs egyértelmű bizonyíték erre a feltevésre, de az 1546. évi török népszámlálás három szerzetest és egy szerzetespapot regisztrált Ráckevén, ami arra enged következtetni, hogy a templom mellett már a monostor is működött. Az első megbízható adat 1680. évből való, ami már bizonyítja a monostor meglétét a Csepel-szigeten. Mária Terézia idejében, a monostorok számának csökkentését előíró rendelet után az 1777. évben a szerzetesek egy kis csoportja (vélhetően) Josif Stanojević archimandrita vezetésével elhagyta a Ráckevei Monostort, és a Grábóci Monostorba költözött. A ráckevei templom ismét parókiális templommá vált. Több mint két évszázad elteltével a magyarországi szerbek e csodálatos szentélye újfent monostor lett Andrej Pandurović igumen atya vezetésével.

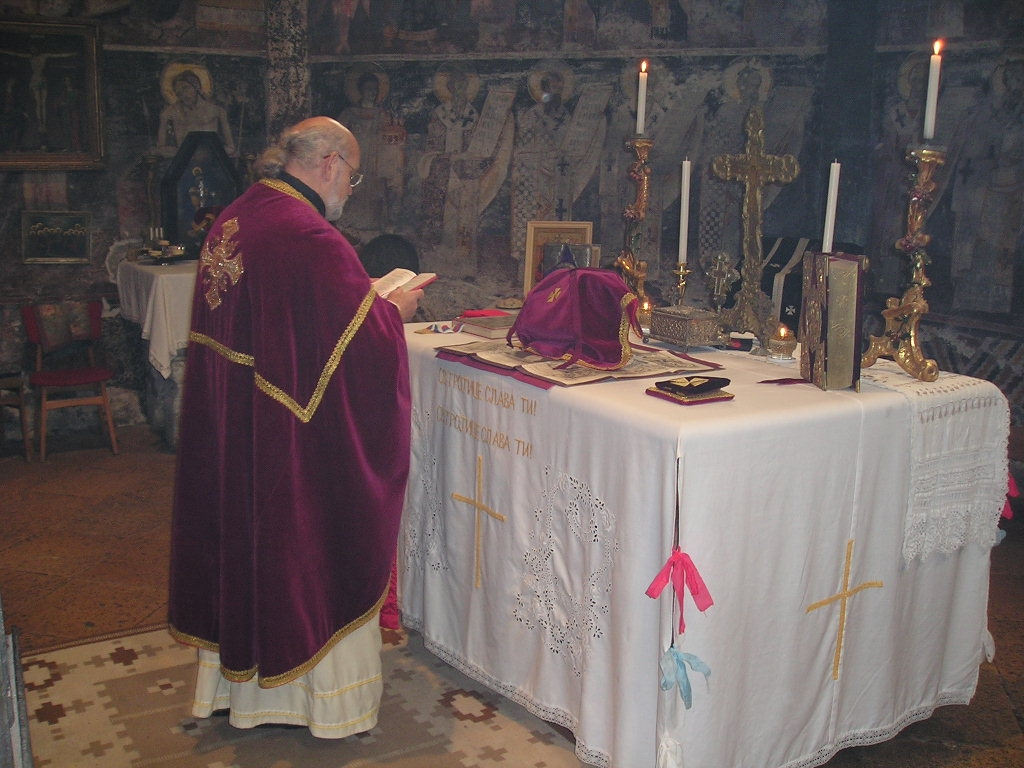
Andrej Pandurović igumen atya

## Építészet
Kezdetekben, a 13. század végén a templom egy nagyobb, egyhajós korai gótikus stílusú, 15x20 méteres téglalap alaprajzú épület volt, hozzávetőlegesen 175 m2 hasznos alapterülettel. A falak közel 90 cm vastagságú terméskőből készültek, volt továbbá két bejárat, kilenc kétrészes ablak, és tizenhat támoszlop. Hozzávetőlegesen ezekből az időkből származik a keleti oldalon különálló harangtorony, amely szintén terméskőből készült, azonban manapság már csak az első ( földszint ) és a második szinten találhatók ilyen kövek. Az alapterülete 7,4x7,2 méter, és a falak vastagság közel 2,5 méter, a torony magassága mintegy 50 méter egy keskeny piramis formájú kupolával.  
Miután az 1440. évben a templomot a szerbeknek adományozták a harmonikus és arányos gótikus épület (a kápolnákkal) kisebb átalakítások után ortodox imahellyé változott. A keleti oldalon rendezték be a megfelelő méretű oltárt. Kétségtelen, hogy a templom eredeti ikonosztáza alacsony építésű volt, és csak néhány, a bánáti Keveváráról hozott ikont tartalmazott.  A mai ikonosztáz az 1770. évből származik, bár akkoriban még kevesebb ikonnal készült. Csak a négy alapkép készült korábban, az 1746. évben, és ezek ismeretlen orosz vagy ukrán mesterek munkái lehettek. A többi ikont, azokat is melyek szokatlan helyen az alapképek alatt vannak, voskopojai ( település a mai Albánia területén ) mesterek készítették. Az ikonosztáz több vízszintes zónára tagozódik. Az első a parapet, amely nincs kifestve. A második a Királyi Ajtó próféták 14 medalionjával, az oldalajtók felettük ikonokkal, majd pedig a fő ikonok. A negyedik zónában a Kereszt, a keresztre feszítési jelenettel, valamint a Szent Apostolok ikonjai faragott keretekben. 
Egy vélhetően korábban összeomlott torony alapzatára épült 1756-ban a barokk harangtorony díszes kupolájával. A korábbi alapzattal együtt a földszintet követően a toronynak három emelete van, rajta pedig faszerkezetű réz lemezekkel borított kupola. A kő építmény magassága 26,1 m, a kupola a kereszttel együtt pedig 14,3 m, így a torony teljes magassága 40,4 m. A szerb barokk építészetben a különálló harangtorony rendkívül ritka jelenség.

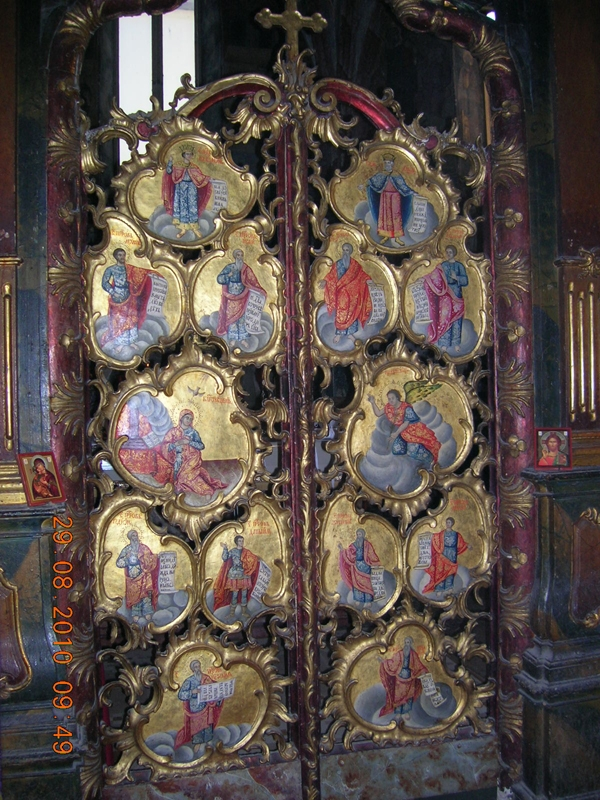
Királyi Ajtó

## Freskók
A déli falon található bronz tábla felirata szerint a templom falait az évszázadok során három alkalommal díszítették freskókkal. Először az 1320. évben ( ennek ma már semmilyen nyoma nem látható ), majd 1514. esztendőben ( ennek egy részlete látható, az Istenszülő Szűz Krisztussal, ahol az 1765-ös festés leomlott ), majd utolsó alkalommal 1765. évben. A Keresztelő Szent János Kápolnába vezető déli ajtó felett található felirat is megemlíti a templom háromszori festését. Az oldalkápolnák festése 1771-ben készült a feliratok tanúsága szerint.
A ráckevei Istenszülő Elszenderedése Templom, valamint két kápolnájának freskóit a voskopojai Teodor Simeonov mester készítette. Szintén megőrizték az utókor számára a szerződést, amelyet a mester a megrendelőkkel kötött. Minthogy a templom gótikus stílusban épült, az ikonfestőnek komoly nehézséget jelentett a hagyományos bizánci és szerb templomi festészet alkalmazása a szekciókra osztott (gótikus) falakon. Az egész templom, és a kápolnák, a földtől egészen a gótikus ívek csúcsáig, valamint az oszlopok is az arányoknak megfelelően szerb szentek és uralkodók képeivel vannak díszítve. Az oszlopok találkozását kisebb, apostolokat, mártírokat, angyalokat, főangyalokat ábrázoló képek díszítik. A falak alsó szekciójában, az oszlopok között, nemanja-házi szerb uralkodók, továbbá Lázár és Uroš fejedelmek életnagyságú képei találhatóak. 
A templom és a Keresztelő Szent János kápolna közötti átjáró feletti freskó Szűz Máriát és szüleit, Joákimot és Annát ábrázolja, és az 1765. évben készült. A kép melyen szülei bemutatják a Szüzet egyedülálló a szerb festészetben. A kompozíció a Deézisre hasonlít, azonban itt az Istenszülő, és szülei a kép szereplői.